# Gerhard Müller (Politiker, 1882)
Gerhard Müller (genannt Paul Müller; * 12. September 1882 in Völlenerkönigsfehn; † 6. Mai 1953 in Sandkrug) war ein deutscher Politiker (KPD). Er war Abgeordneter des Oldenburgischen Landtages.

## Leben
Müller war der Sohn einer christlich geprägten Arbeiterfamilie. Er absolvierte eine Lehre zum Kupferschmied. Von 1913 bis 1932 arbeitete er als Installateur in Oldenburg und 1934/35 als Kupferschmied.
Seit 1902 war er Mitglied im Deutschen Metallarbeiter-Verband sowie Mitbegründer und ab 1924 Vorsitzender der Zahlstelle des Metallarbeiter-Verbandes in Oldenburg. 1902 trat er auch der SPD bei. Müller war Soldat im Ersten Weltkrieg und wurde wegen seiner antimilitaristische Einstellung eingesperrt. 1918 schloss er sich dem Spartakusbund an, war seit Gründung Mitglied der KPD. Er wirkte als Polleiter der KPD in Oldenburg. Müller war 1920 kurzzeitig Mitglied der KAPD, gehörte dann ab 1921 wieder der KPD an. Er war Leiter des KPD-Unterbezirks Oldenburg sowie der Mitglied der KPD-Bezirksleitung Nordwest. Von 1922 bis 1933 war Müller Stadtrat in Oldenburg. 1922 wurde er erstmals in den Oldenburgischen Landtag gewählt, dem er bis 1924 angehörte. Zwischen 1928 und 1932 war er erneut Landtagsabgeordneter. Müller gehörte zu den bekanntesten Landtagsabgeordneten der KPD in Oldenburg. Er hatte wesentlichen Anteil an der Beantragung und Durchführung des Volksentscheid zur Auflösung des Landtags. Größter Nutznießer der Neuwahlen am 29. Mai 1932 war die NSDAP, die die absolute Mehrheit der Mandate erzielte, Müller hingegen verlor sein Landtagsmandat.
Nach der „Machtergreifung“ der Nationalsozialisten wurde Müller im März 1933 verhaftet und war für einige Zeit inhaftiert. Nach seiner Entlassung stand er unter Polizeiaufsicht. Er wurde während der NS-Diktatur noch mehrmals verhaftet, zuletzt war er nach dem Attentat vom 20. Juli 1944 für mehrere Monate im Gestapo-Gefängnis in Oldenburg-Osternburg inhaftiert.
Nach 1945 war er für die KPD wieder Mitglied des Oldenburger Kreistages.